# Sophie de Brandebourg

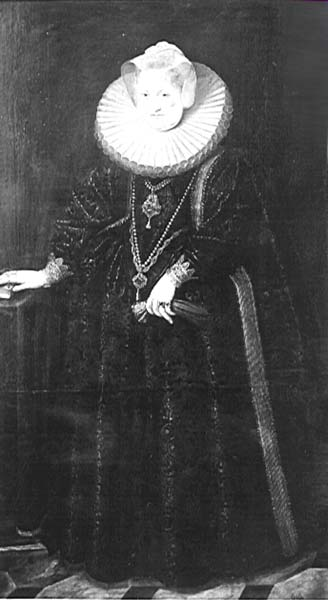
Sophie, Électrice de Saxe

Sophie de Brandebourg (6 juin 1568 à Flecken Zechlin – 7 décembre 1622 à Colditz) est une princesse de Brandebourg qui fut, par alliance, Électrice de Saxe. À partir de 1591, et durant toute la minorité de son fils Christian II de Saxe, elle exerça la régence en Saxe.

## Biographie
Troisième et dernière fille survivante de l’électeur de Brandebourg Jean-Georges (1525–1598) par son second mariage avec Sabine de Brandebourg-Ansbach (1548–1575), Sophie est née au château de Zechlin, sur le Rheinsberg. 
Le 25 avril 1582, elle épousa l’électeur Christian Ier de Saxe (1560–1591) à Dresde. Âgée alors seulement de 14 ans, elle eut son premier enfant l'année suivante.
À la mort de son mari, à seulement 31 ans, Sophie exerça, avec le duc Frédéric-Guillaume Ier de Saxe-Weimar, la régence au nom de son fils aîné.
Sophie était une luthérienne de stricte obédience, et elle combattit sans relâche le crypto-Calvinisme en Saxe. À la mort de Christian Ier en 1591, elle fit emprisonner dans la forteresse de Königstein le chancelier calviniste Nikolaus Krell, opposant au Luthéranisme, et même le fit exécuter sur la place du Neumarkt de Dresde en 1601. En hommage à son action, ses coreligionnaires la qualifièrent de « Judith de Saxe », par allusion à la piété de l'héroïne du Livre de Judith.
Devenue veuve, Sophie se retira dans le palais de la reine-mère (Fraumutterhaus) de Dresde, en alternance avec le château de Colditz. Elle faisait frapper sa propre monnaie (ducats de Sophie, Sophiendukaten), et rétablit la messe dans l'ancienne église franciscaine de Dresde (1599–1610), appelée depuis Église Sainte-Sophie. Les « jardins de la Duchesse » (Der Herzogin Garten) doivent également leur nom à la duchesse Sophie. Elle mourut au château de Colditz.

## Descendants
De son mariage, Sophie eut plusieurs enfants :
1. Christian (né à Dresde le 23 septembre 1583 – mort à Dresde le 23 juin 1611), héritier de l’Électorat de Saxe.
2. Jean-Georges (né à Dresde le 5 mars 1585 – mort à Dresde le 8 octobre 1656), héritier de l’électorat de Saxe par son frère aîné.
3. Anne-Sabine (née à Dresde le 25 janvier 1586 – morte à Dresde le 24 mars 1586).
4. Sophie (née à Dresde le 29 avril 1587 – mort à Stettin le 9 décembre 1635), mariée le 26 août 1610 au duc François de Poméranie.
5. Élisabeth (né à Dresde le 21 juillet 1588 – mort à Dresde le 4 mars 1589).
6. Auguste (né à Dresde le 7 septembre 1589 – mort à Naumburg le 26 décembre 1615), épousa Élisabeth de Brunswick-Wolfenbüttel le 1er janvier 1612. Cette union fut stérile.
7. Dorothée (née à Dresde le 7 janvier 1591 – morte à Quedlinbourg le 17 novembre 1617), abbesse de Quedlinbourg (1610).

## Biographies
- Franz Blanckmeister, Kurfürstin Anna Sophie von Sachsen: eine evangelische Bekennerin, Barmen [vers 1891]
- Franz Otto Stichart, Galerie der Sächsischen Fürstinnen; Biogr. Skizzen sämmtl. Ahnfrauen d. Königl. Hauses Sachsen. Quellengemäß dargest., Leipzig 1857
- Ute Essegern, Fürstinnen am kursächsischen Hof, Leipziger Universitätsverlag, 2007

## Voir également
- Le destin du chancelier Krell